# ZISC
ZISC (англ. Zero Instruction Set Computer — комп'ютер з нульовим набором команд) — архітектура процесора, заснована на таких технологіях, як зіставлення зі зразком. Архітектура характеризується відсутністю мікрокоманд в звичному для мікропроцесорів розумінні. Також акронім ZISC натякає на розроблену раніше технологію RISC.
ZISC — це технологія, заснована на ідеях, запозичених з нейромереж. Для ZISC характерна апаратна паралельна обробка даних, подібно тому як це відбувається в справжніх нейромережах. Ця концепція була розроблена Guy Paillet, натхненним під час спільної роботи з командою Карло Руббіа для паралельної обробки, і з Леоном Купером в ранні 90-ті над RCE (Restricted Coulomb Energy — модель нейромережі, опублікована Купером 1982 року). RCE було розроблено та опубліковано в книзі Брюса Батчелора «Практичний підхід до класифікації шаблонів».
Втілена IBM в кремнії квінтесенція fuzzy logic і нейропроцесорів — чип ZISC — унікальна 36-нейронна машина еквівалентна звичайному мікропроцесору з продуктивністю 2,2 млрд операцій в секунду при тактовій частоті всього 20 MHz. Орієнтовані на вирішення завдань класифікації, ZISC і йому подібні мікросхеми надають розробникам в області робототехніки потужний і порівняно недорогий інструмент, що істотно знижує вимоги до алгоритмічної бази розпізнавальних підсистем.